# Пушное
Пушное (хак. Пушной) — село в Боградском районе Хакасии, находится в 30 км к западу от райцентра — села Боград. Расположено на р. Ерба. Расстояние до ближайшей ж.-д. станции Сон 25 км, до города Абакан 115 км.
Число хозяйств — 291, население — 652 чел (01.01.2004), в основном, русские.
Первоначальное название «Зверосовхоз». Основное предприятие — ЗАО «Саянпушнина» (выращивание пушного зверя: норки, песцов, черно-бурых лисиц). 
Зверосовхоз был создан в 1945 году сразу же после войны. Начинали на предприятии с разведения черно-серебристых лис. В 1994 году в Пушном уже насчитывалось свыше 16 тысяч норок, 360 песцов, 600 лисиц. Пушнину продавали на международных аукционах.
В настоящее время градообразующее предприятие полностью уничтожено. 
Имеются средняя школа, библиотека, дворец культуры.

## Население
| 2002 | 2010 |
| ---- | ---- |
| 598  | ↗616 |